# Melchor Fernández Almagro
Melchor Fernández Almagro, né le 4 septembre 1893 à Grenade et mort le 22 février 1966 à Madrid, est un critique littéraire, historien, journaliste et universitaire espagnol. Affecté au côté de Franco pendant la guerre civile, il est gouverneur civil des Baléares du 5 au 19 avril 1940.

## Biographie
Melchor Fernández Almagro naît le 4 septembre 1893 à Grenade. La famille s'installe à Madrid après la mort de son père.
Son enfance se déroule dans le quartier de San Matías à Grenade. Il commence sa formation au Colegio del Patriarca San José et plus tard à l'Université de Grenade, où il étudie le droit.
En 1918, Melchor Fernández Almagro s'installe à Madrid et commence à être connu dans le monde de la presse. Il prend contact avec des groupes intellectuels et artistiques à Madrid et fréquente des institutions culturelles, telles que l'Ateneo Científico, Literario y Artístico de Madrid.
La guerre civile espagnole se déroule entre Burgos et Salamanque, et il rejoint la Presse et la Propagande du côté de Franco. Une fois la guerre terminée, il se consacre à l'histoire, ainsi qu'à la critique littéraire dans ABC et La Vanguardia.
Il meurt le 22 février 1966 à Madrid.